# Stefano Donadoni
Stefano Donadoni (Somasca, 1º ottobre 1844 – Roma, 4 febbraio 1911) è stato un pittore italiano ottocentesco appartenente alla corrente del Vedutismo, molto attivo nella realizzazione di acquerelli.

## Biografia
Originario di una famiglia della frazione Somasca del comune di Vercurago, si trasferisce a Bergamo, dove è allievo di Andrea Marenzi, pittore formatosi all'Accademia Carrara di Bergamo, attratto dello studio delle opere dei conterranei Pietro Ronzoni e Costantino Rosa ed è proprietario di una libreria alle Cinque Vie.
Nel 1881, partecipa all'Esposizione nazionale di belle arti di Milano con tre dipinti: Bergamo antico", Il capraro e Il palazzo della Ragione e al Concorso Fumagalli con Piazza Garibaldi in Bergamo, l'anno successivo alla mostra dell'Accademia di Brera presenta Sant'Erasmo in Bergamo, Cascinale in Bergamo e In colle aperto; Bergamo.
Per incentivare le proprie ambizioni di artista professionista, nel 1882 si trasferisce insieme alla moglie e ai due figli a Roma, dove nel 1883 partecipa all'Esposizione di belle arti con tre opere: "Chiesa di San Salvatore", "Chiesa di Santa Maria Maggiore" e "Cappella di Bartolomeo Colleoni di Bergamo".
Il soggiorno romano porta a una vasta produzione di opere, concentrata in particolare tra il 1891 e il 1911, di alcune delle quali viene tuttora apprezzato il valore storico come testimonianze di edifici e scorci romani non più esistenti come la Certosa di Termini, che oggi ospita il Museo Nazionale Romano, Villa Spithover, in seguito demolita per lasciare spazio alla Basilica di San Camillo de Lellis e Palazzo Olivieri.
Buona parte delle sue opere (circa 400 acquerelli) sono conservate a Roma presso il Gabinetto comunale delle stampe sito a Palazzo Braschi e l'Istituto nazionale per la grafica (300 disegni a matita).
Le opere del periodo bergamasco (come ad esempio: Bergamo antica, Santa Maria Maggiore e Cappella Colleoni) sono per lo più realizzate sotto la committenza della contessa Antonia Ponti Suardi.
Muore a Roma il 4 febbraio del 1911.
Nel dicembre del 1972 viene organizzata a Palazzo Braschi la personale Vedute romane di Stefano Donadoni.

## Opere principali
- Processione del Venerdì Santo da Santa Maria Maggiore (1860), acquerello, collezione privata;
- Facciata vecchia del Palazzo della Ragione. Testata del Palazzo (1880), acquerello, Civica raccolta delle Stampe "Achille Bertarelli" di Milano;
- Veduta dell'ospedale di Gandino (1890), olio su tela, Accademia Carrara, Bergamo[7];
- S.Eligio dei Sellari (1891), acquerello, Museo di Roma;
- Portale della Chiesa di Santo Stefano del Cacco (1891-1911) acquerello, Gabinetto comunale delle stampe di Roma[8];
- Cortile (1891-1911) acquerello, Gabinetto comunale delle stampe di Roma[9];
- Villa Borghese, grotta (1891-1911) acquerello, Gabinetto comunale delle stampe di Roma[10];
- Mura di Belisario (1891-1911) acquerello, Gabinetto comunale delle stampe di Roma[11];
- Via di Villa Giulia, fontana (1891-1911) acquerello, Gabinetto comunale delle stampe di Roma[12];
- Chiesa di San Cesareo (1891-1911) acquerello, Gabinetto comunale delle stampe di Roma[13];
- Villa Madama, fontana (1891) acquerello, Gabinetto comunale delle stampe di Roma[14];
- Villa Pamphilj (1894) acquerello, Gabinetto comunale delle stampe di Roma[15];
- Fontana presso San Pietro (1894) acquerello, Gabinetto comunale delle stampe di Roma[16];
- Piazza di Spagna, la Barcaccia (1895) acquerello, Gabinetto comunale delle stampe di Roma[17];
- Chiesa di Santo Stefano Rotondo (1895), acquerello, Gabinetto comunale delle stampe di Roma[18];
- Acquario Romano (1896) acquerello, Gabinetto comunale delle stampe di Roma[19];
- Veduta campestre intorno a Caprera (1896) acquerello, Accademia di belle arti Tadini di Lovere[20];
- Veduta della casa di Giuseppe Garibaldi a Caprera, (1896) acquerello, Accademia di belle arti Tadini, Lovere[21];
- All'Arco di Tito (1896), acquerello, collezione privata;
- Antica osteria alle Tre Madonne (1896), acquerello, Gabinetto comunale delle stampe di Roma[22];
- Antica osteria a via dei Cerchi (1899), acquerello, Gabinetto comunale delle stampe di Roma[5];
- Antica osteria a via dei Cerchi (1899), acquerello, Gabinetto comunale delle stampe di Roma[5];
- Arco di Tito a Roma (1899), acquerello, collezione privata;
- Via Flaminia (1899), acquerello, Gabinetto comunale delle stampe di Roma;
- Via Appia, Villa dei Quintili (1896) acquerello, Gabinetto comunale delle stampe di Roma[23];
- Il Tempio di Ercole Vincitore e la fontana dei Tritoni (1899), acquerello, Gabinetto comunale delle stampe di Roma;
- Cancello dell'orto botanico (1909), acquerello, Museo di Roma;
- Osteria delle Grotte a Borgo Santo Spirito (1911), acquerello, Gabinetto comunale delle stampe di Roma[5];
- Osteria del Moretto (1911), acquerello, Gabinetto comunale delle stampe di Roma[5];
- Casetta a Santo Stefano Rotondo (1911), acquerello, Gabinetto comunale delle stampe di Roma[5];
- Chiesa di San Tommaso ai Cenci (1911), acquerello, Museo di Roma[24];
- Piccola Trattoria a Monte Rotondo (1911), acquerello, Gabinetto comunale delle stampe di Roma[25].